# 花亚伟
花亚伟（1963年9月—），男，汉族，河南新密人，中华人民共和国政治人物。现任河南省肿瘤医院副院长，农工党中央委员，农工党河南省委副主委。第十二、十三、十四届全国政协委员。